# Black Summer
"Black Summer" is een nummer van de Amerikaanse rockgroep Red Hot Chili Peppers. Het is het eerste nummer van het album Unlimited Love, dat in 2022 uitkwam, en tevens de eerste single van dat album. 
"Black Summer" was de eerste single van de band sinds de terugkeer van gitarist John Frusciante in 2019. Het nummer werd goed ontvangen en werd sindsdien een vaste waarde op de setlist van de band.

## Achtergrond en productie
Na de tour van het vorige album, The Getaway, ondervond de band moeilijkheden met het schrijven van nieuwe nummers. Eind 2019 werd gitarist Josh Klinghoffer vervangen door John Frusciante, die eerder al deel uit maakte van de band tussen 1988 en 1992 en tussen 1998 en 2009. Na de terugkeer van Frusciante vond de band inspiratie voor heel wat nieuwe nummers, resulterend in de albums Unlimited Love en Return of the Dream Canteen. Het materiaal van beide albums werd tegelijk opgenomen en was normaal gezien bedoeld voor één groot album, maar door Warner Records werd aangestuurd op een splitsing in twee albums.
Het nummer behandelt verschillende actuele thema's, zoals geopolitiek en klimaatverandering. Tijdens de opname van het lied zong zanger Anthony Kiedis met een  bijzonder accent, naar eigen zeggen als eerbetoon aan de Welshe zangeres Cate Le Bon.
De single verscheen op 4 februari 2022, zo'n twee maanden voordat de rest van het album uitkwam.

## Videoclip
Tegelijk met het nummer kwam ook een videoclip van "Black Summer" uit, onder regie van Deborah Chow.
De videoclip won in augustus 2022 de MTV Video Music Award voor beste videoclip in de categorie "Rock". De groep verzilverde zo zijn 29e nominatie bij de MTV Video Music Awards sinds 1990 en zijn eerste sinds 2006, toen voor "Dani California".

## Ontvangst
"Black Summer" werd door zowel fans als critici positief onthaald. Frusciante kreeg lof voor zijn gitaarwerk, dat vergeleken werd met dat op zijn vorige album bij de Red Hot Chili Peppers, Stadium Arcadium.
Het nummer werd sindsdien bijna elk concert gespeeld, waardoor het met 96 live opvoeringen ruim het meest gespeelde nummer van het album is.

## Hitlijst

### Nederlandse Tipparade
| Black Summer in de Nederlandse Tipparade - binnen: week 6/2022 | Black Summer in de Nederlandse Tipparade - binnen: week 6/2022 | Black Summer in de Nederlandse Tipparade - binnen: week 6/2022 | Black Summer in de Nederlandse Tipparade - binnen: week 6/2022 | Black Summer in de Nederlandse Tipparade - binnen: week 6/2022 |
| Week                                                           | 6                                                              | 7                                                              | 8                                                              | 9                                                              |
| -------------------------------------------------------------- | -------------------------------------------------------------- | -------------------------------------------------------------- | -------------------------------------------------------------- | -------------------------------------------------------------- |
| Nummer                                                         | 27                                                             | 5                                                              | 4                                                              | 4                                                              |